# Giuseppe Busi
Giuseppe Busi   (Bolonya, 1808 - Bolonya, 14 de març de 1871) fou un compositor i musicògraf italià.
Deixeble de Luigi Palmerini i de Tommaso Marchesi; va escriure algunes òperes, si bé destacà més com a compositor de música sagrada i per a orgue, instrument que dominava a la perfecció. Com a musicògraf se li deu una recopilació d'obres de musics bolonyesos, a partir del 1500.
Durant molts anys fou professor del Liceu Musical de Bolonya, on entre d'altres alumnes tingué a Guglielmo Zuelli.
Publicà Guida allò studio del contrapunto fugate.
El seu fill Alessandro Busi (1833-1895) també fou compositor.